# Tapinoma pomone
Tapinoma pomone es una especie de hormiga del género Tapinoma, subfamilia Dolichoderinae. Fue descrita científicamente por Donisthorpe en 1947.
Se distribuye por África, en Mauricio.

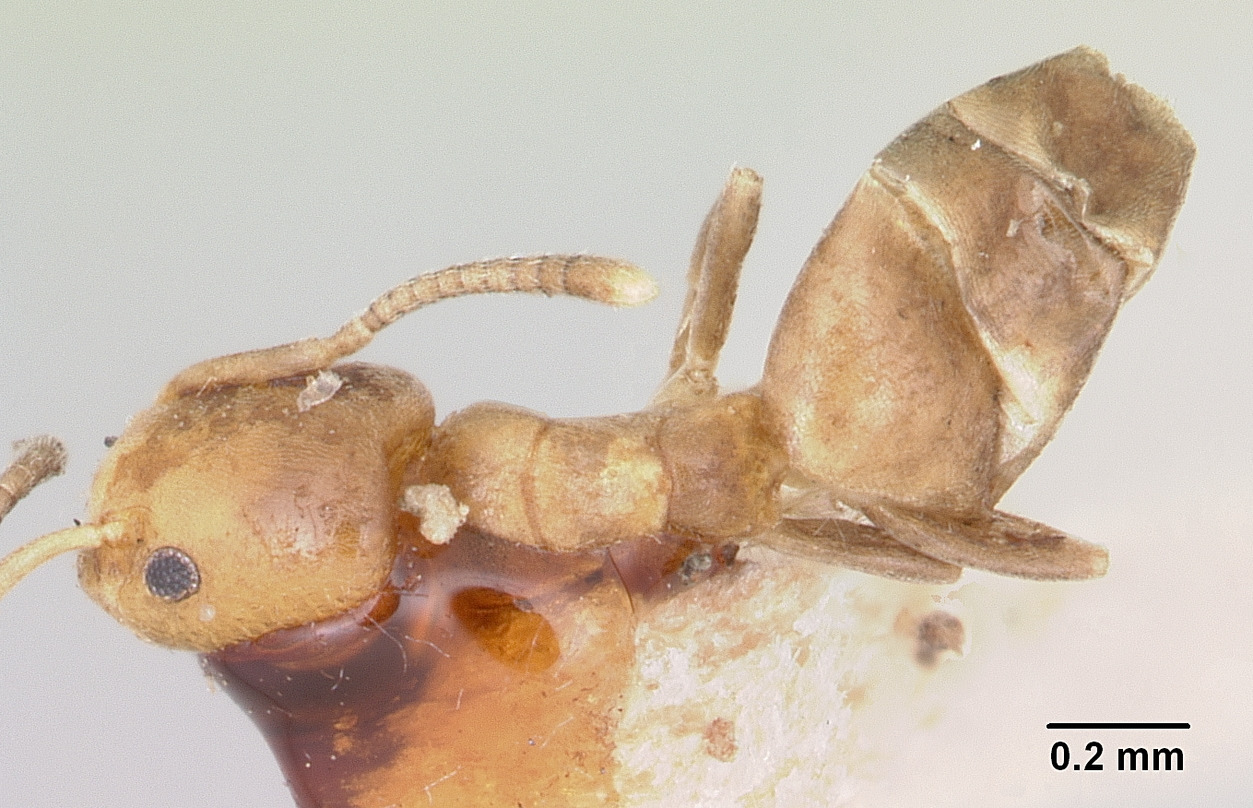
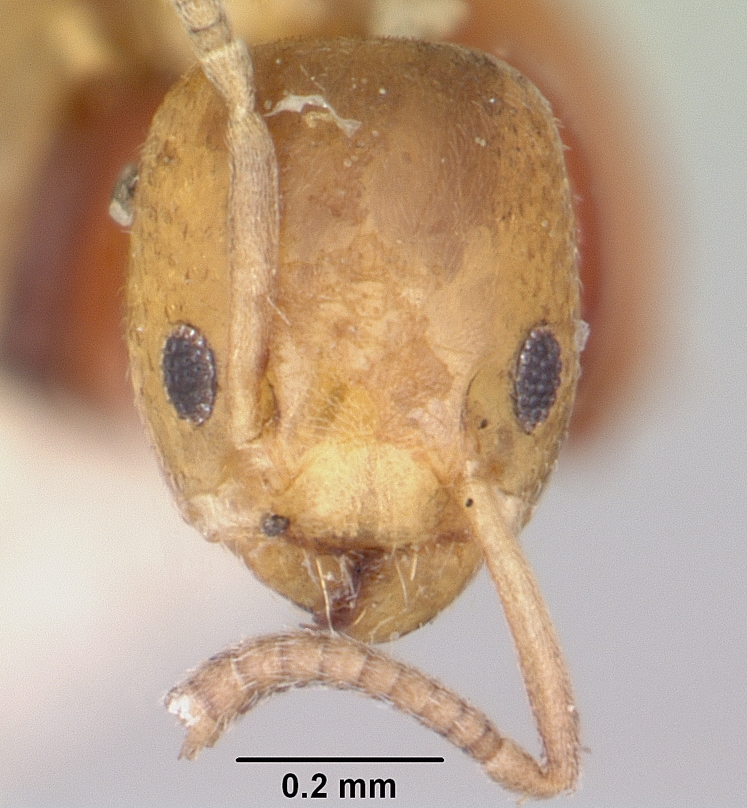
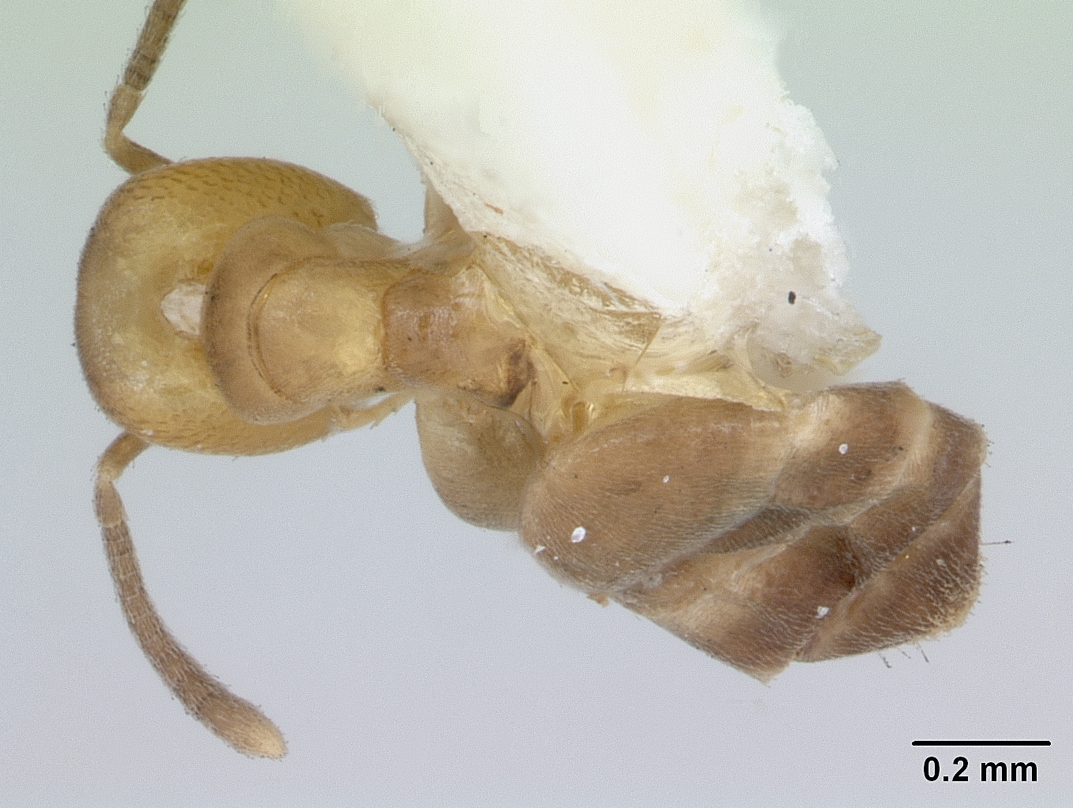
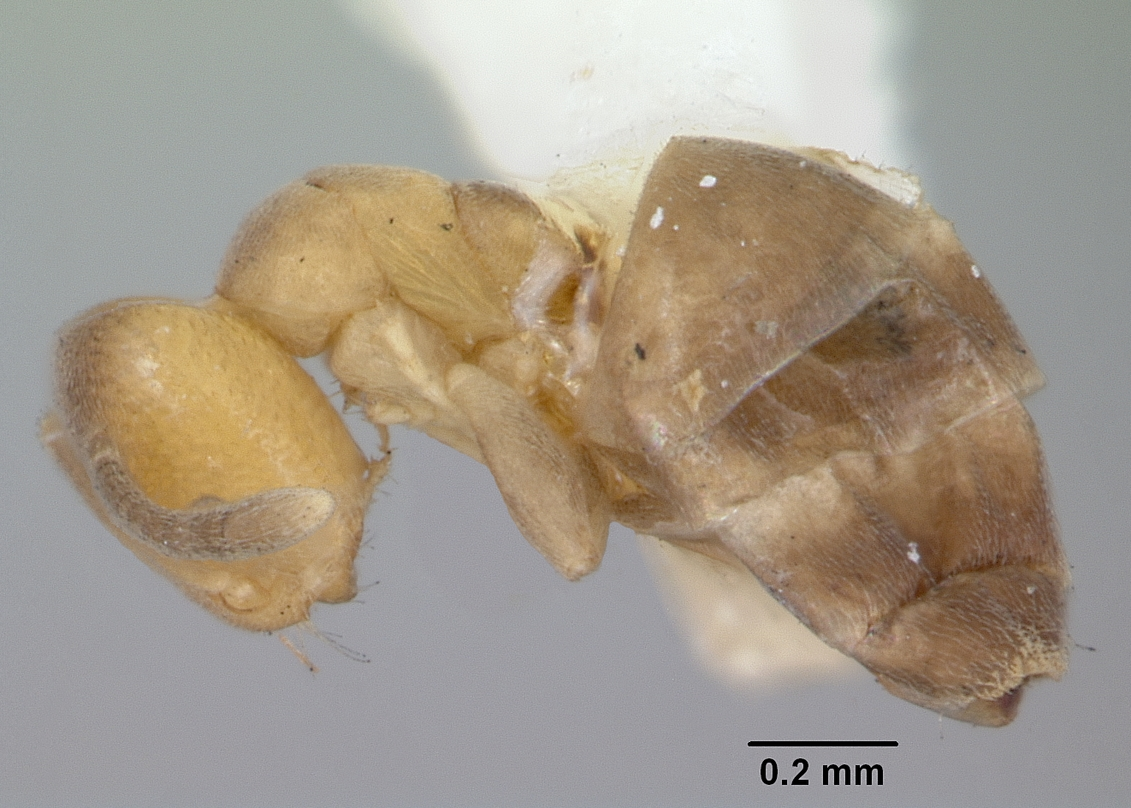